# Chiến lược định giá
Chiến lược định giá (Tiếng Anh: Pricing Strategy) là một trong những chiến lược cao cấp trong marketing. Mục tiêu của các doanh nghiệp là xác định một mức giá hấp dẫn và cạnh tranh cho sản phẩm / dịch vụ của họ trên thị trường. Định giá là một trong 4 yếu tố quan trọng nhất của Marketing hỗn hợp gồm sản phẩm, giá cả, phân phối và xúc tiến.

## Khái niệm
Một doanh nghiệp có thể sử dụng nhiều chiến lược định giá khi bán sản phẩm hoặc dịch vụ. Định giá sản phẩm là một quá trình khá phức tạp. Ngoài việc doanh nghiệp phải tính toán giá thành làm sao bù đắp được các chi phí sản xuất, nhân sự, marketing, bán hàng, họ còn phải xác định mức giá làm sao để đảm bảo hình ảnh và uy tín của thương hiệu trên thị trường, cũng như có thể cạnh tranh với các đối thủ.
Một doanh nghiệp có thể sử dụng nhiều phương pháp định giá. Giá có thể được thiết lập để tối đa hóa lợi nhuận cho mỗi đơn vị bán hoặc cả một thị trường tổng thể. Nó có thể được sử dụng để bảo vệ một thị trường hiện tại, tăng thị phần trong một thị trường hoặc tham gia vào một thị trường mới.

## Các bước hoạch định

### Xác định mục tiêu

#### Lợi nhuận
- Tối đa hóa lợi nhuận
- Tối đa hóa % tăng trưởng lợi nhuận
- Tối đa hóa lợi nhuận gộp (đây thường là mục tiêu quan trọng nhất)

Công ty dự đoán nhu cầu và chi phí và chọn mức giá sao để đạt được tỷ suất lợi nhuận trên doanh thu ổn định. Định giá nhằm mục tiêu tối đa hoá lợi nhuận cũng là rất phổ biến. Tuy nhiên, trong cơ chế thị trường không ai có thể thu được lợi nhuận cao trong một thời gian dài. Giá cao sẽ làm tăng cung, khiến giá lại giảm xuống và kéo theo lợi nhuận giảm.

#### Doanh số
- Tối đa hóa doanh số
- Dẫn đầu về thị phần (đây thường là mục tiêu quan trọng nhất)

Đây là chiến lược ngắn hạn khi giảm giá sẽ khiến số lượng sản phẩm bán tăng sẽ dẫn tới chi phí trên đơn vị sản phẩm giảm xuống và lợi nhuận dài hạn tăng lên để đạt được hiệu quả theo quy mô. Công ty cũng có thể đặt mức giá làm sao cho doanh số tối đa hoặc doanh thu tối đa để tăng thị phần (market share) của doanh nghiệp trên thị trường. việc giảm giá bán giúp công ty duy trì hoặc tăng được thị phần so với các đối thủ từ đó vươn đến vị trí cao trên thị trường.

#### Vị thế cạnh tranh
- Đối phó với đối thủ cạnh tranh
- Tồn tại trong giai đoạn khó khăn hoặc đạt tăng trưởng trong giai đoạn thuận lợi.
- Duy trì hình ảnh chất lượng vượt trội

Công ty chọn mục tiêu tồn tại hoặc đối phó với đối thủ cạnh tranh khi gặp phải tình trạng cạnh tranh gay gắt, công ty phải giảm giá thấp nhất có thể để cạnh tranh (kinh doanh) trên thị trường. Công ty cần đặt giá bán lớn hơn chi phí biến đổi. Lưu ý đây chỉ là mục tiêu ngắn hạn.
Bên cạnh đó, công ty cũng có thể đạt mức giá cao để duy trì hình ảnh chất lượng vượt trội vì giá cao vừa tương xứng với hình ảnh chất lượng cao. Chúng ta có thể thấy một ví dụ rõ ràng nhất chính là Apple Inc. chào giá dòng IPhone 11 với giá là $699 - $1099 (khoảng 16 - 26 triệu đồng). Vì IPhone là biểu tượng cho dòng sản phẩm điện thoại cao cấp, nếu áp mức giá cho sản phẩm quá thấp, hình ảnh thương hiệu có thể bị tổn hại, một bộ phận khách hàng sẽ ngừng sử dụng sản phẩm / dịch vụ của hãng.
Phương thức định giá này phù hợp với những thương hiệu cung cấp sản phẩm sang trọng, dành cho đối tượng khách hàng cao cấp, như trang sức, dịch vụ lưu trú khách sạn, điện thoại phân khúc tầm cao,...

#### Hướng tới khách hàng
- Thu hút khách hàng hướng vào tiêu dùng dịch vụ của doanh nghiệp
- Khai thác tốt khách hàng tiềm năng
- Tạo dựng niềm tin với khách hàng
- Giúp khách hàng thỏa mãn nhu cầu, hỗ trợ chi phí khách hàng phải bỏ ra.[2]

Đối với những hãng dịch vụ mới thành lập hoặc gia nhập vào thị trường mới, họ thường gặp khó khăn trong việc thu hút khách hàng tiêu thụ sản phẩm mới, vì vậy họ cần chú trọng việc giảm giá, kết hợp với quảng cáo, đẩy mạnh khuyến mại, cung cấp cho khách hàng những mẫu dịch vụ không phải trả tiền. Ví dụ Grab một công ty công nghệ có trụ sở tại Singapore cung cấp các dịch vụ vận chuyển và đi lại bằng xe hơi / xe gắn máy khi mới gia nhập thâm nhập thị trường Việt Nam năm 2014, để tăng độ nhận diện thương hiệu và thu hút khách hàng sử dụng dịch vụ mới, hãng này đã có một chiến lược. Đầu tiên họ tự bỏ tiền ra để chạy các chương trình khuyến mại với giá rất ưu đãi và các mã giảm giá mỗi ngày. Khi lượng khách hàng đã quen thuộc với việc sử dụng Grab thì Grab đã thay đổi được thói quen của thị trường Việt Nam.
Đối với những doanh nghiệp đã thâm nhập được thị trường mục tiêu, họ thường hướng tới khách hàng bằng việc duy trì mức giá đủ hấp dẫn, kết hợp chất lượng sản phẩm. Các hãng cần hướng tới khách hàng nhằm củng cố và giữ vững thị trường trước các đối thủ, bằng việc ổn định giá cả một cách hợp lý, tạo dựng hình ảnh thương hiệu và lòng trung thành của khách hàng bằng chiến lược khách hàng thân thiết, khách hàng VIP, họ sẽ được tích điểm trích từ số tiền mua hàng của họ và được trừ lại ở những lần mua sau. Hình thức này thường được sử dụng ở chuỗi siêu thị (Walmart, Costco, Co.opmart, Lotte Mart, VinMart,..), hãng thời trang (Zara (nhà bán lẻ), H&M, Gucci, Adidas, Nike, Inc.,..), những hãng mỹ phẩm như (Maybelline, Innisfree, Estée Lauder,..)

### Phân tích nhu cầu thị trường

#### Thị trường cạnh tranh hoàn hảo
- Cầu hoàn toàn co giãn
- Số lượng người mua, người bán đông
- Sản phẩm thuần nhất
- Người mua ít quan tâm sản phẩm do ai sản xuất
- Thông tin về thị trường rõ ràng
- Điều kiện tham gia và rút lui khỏi thị trường rõ ràng
- Người mua và người bán dễ chấp nhận giá hơn là ấn định giá

⇒ Áp dụng phương pháp định giá theo hướng cạnh tranh

#### Thị trường cạnh tranh độc quyền
- Có sự nhạy cảm về thương hiệu
- Độ co giãn của đường cầu ảnh hưởng đến quyết định tăng, giảm giá
- Nhạy cảm với chiến lược tiếp thị

⇒ Áp dụng phương pháp định giá theo giá trị cảm nhận

#### Thị trường không co giãn
Thị trường dù có tăng giá những sản lượng vẫn không giảm do phần tăng thêm không ảnh hưởng nhiều tới người tiêu dùng. Ví dụ như tăm tre hay những hàng hoá ít sử dụng khác.
⇒ Áp dụng phương pháp định giá trên cơ sở chi phí

#### Thị trường hàng hóa xa xỉ
- Sản phẩm có sự khác biệt
- Mặt hàng mang tính định vị đẳng cấp người dùng

⇒ Áp dụng phương thức định giá theo giá trị cảm nhận

#### Cầu co giãn và cầu không co giãn
Cầu càng ít co giãn thì người bán càng có nhiều khả năng tăng giá. Điều gì quyết định độ co giãn của cầu? Người mua ít nhạy cảm về giá hơn khi sản phẩm họ mua là sản phẩm duy nhất hoặc có chất lượng cao, danh tiếng hoặc là hàng độc quyền; sản phẩm thay thế rất khó tìm hoặc họ không dễ dàng so sánh chất lượng của sản phẩm thay thế và tổng chi tiêu cho một sản phẩm thấp trong tương quan với thu nhập của họ hoặc khi chi phí được chia sẻ bởi một bên khác.
Nếu cầu co giãn nhiều, người bán sẽ cân nhắc tới việc hạ giá. Một mức giá thấp hơn vì đem về tổng doanh thu cao hơn. Cách này hiệu quả chừng nào chi phí tăng thêm của việc sản xuất và bán thêm không vượt quá doanh thu tăng thêm. Mặt khác, đa số các công ty đều muốn tránh hạ giá bán xuống quá thấp khiến sản phẩm của họ thành hàng hóa thông thường.

### Phân tích chi phí
Khi đưa ra một quyết định Marketing, cũng như chiến lược định giá, Marketer cần phân tích chi phí thật kỹ để làm sao đảm bảo bù đắp chi phí sản xuất, kinh doanh hợp lý. Các loại chi phí thường gặp bao gồm:
- Incremental costs (chi phí thay đổi): Là các khoản chi phí tăng (giảm) trước sự thay đổi về quyết định quản trị (bao hàm thay đổi về giá). Chi những khoản chi phí nào tăng (giảm) khi chiến lược giá thay đổi nhằm tác động đến mức sinh lợi của doanh nghiệp.
- Sunk costs (chi phí lặn, chi phí chìm): Chi phí chết, chi phí chìm, là các khoản chi phí đã tiêu tốn và không thay đổi trước kỳ những quyết định quản trị nào của doanh nghiệp (bao gồm quyết định về giá).
- Variable costs (Biến phí) luôn là chi phí thay đổi (incremental costs) vì nó thay đổi theo số lượng sản phẩm sản xuất ra trong khi giá thay đổi ảnh hưởng đến lượng bán, thay đổi lượng sản xuất, thay đổi chi phí biến đổi
- Fixed costs (Định phí) có thể là khoản chi phí thay đổi (incremental costs) có thể không.
- Khấu trừ doanh thu gồm các khoản chiết khấu cho nhà phân phối, thuế đầu vào (VAT)
- Công thức cơ bản:
  - Doanh thu - khấu trừ doanh thu (VAT, chiết khấu, giảm giá) = doanh thu thuần (số tiền doanh thu thực sự về túi khách hàng)
  - Doanh thu thuần - giá vốn hàng bán (nguyên vật liệu bao bì) = lợi nhuận gộp
  - Lợi nhuận gộp - định phí (chi phí marketing, chi phí hành chính) = lợi nhuận thuần.

### Phân tích môi trường
Tình hình kinh tế có thể có tác động mạnh mẽ tới chiến lược định giá của doanh nghiệp. Các yếu tố kinh tế như sự bùng nổ hoặc suy thoái, lạm phát, và lãi suất đều ảnh hưởng tới quyết định định giá vì chúng tác động đến chi tiêu tiêu dùng, nhận thức của khách hàng về giá cả và giá trị của sản phẩm, chi phí sản xuất và bán sản phẩm của công ty. Sau cuộc Đại Suy Thoái gần đây, người tiêu dùng đã suy nghĩ lại về tương quan giữa giá cả và giá trị. Trong nền kinh tế mới tiết kiệm hơn, một chuyên gia tiếp thị phàn nàn, "Hết thời phù phiếm xa hoa rồi. Thậm chí còn hơn thế nữa, khách hàng có vẻ như vẫn tiếp tục thắt chặt hầu bao hơn nữa ngay cả khi nền kinh tế đã phục hồi. Kết quả là nhiều chuyên gia tiếp thị chuyển sang tăng cường nhấn mạnh vào yếu tố "tiền nào của nấy". Chuyên gia tiếp thị của P&G nói. "Trong những thời kỳ thắt chặt chi tiêu này, mọi người... đang cân nhắc thấu đáo hơn trước khi mua hàng... Giờ thì chúng tôi càng phải chú trọng hơn đến việc giúp người tiêu dùng nhân gia giá trị của sản phẩm."
Trước những thay đổi của nền kinh tế, phản ứng dễ gặp nhất là hạ giá bán và bán với giá chiết khấu. Giá thấp hơn sẽ giúp sản phẩm dễ được chấp nhận hơn và thúc đẩy doanh số trong ngắn hạn. Tuy nhiên, về lâu dài, việc giảm giá như vậy có thể không đem lại kết quả mong muốn. Giá thấp hơn đồng nghĩa với biên lợi nhuận thấp hơn. Việc bán với giá chiết khấu quá nhiều có thể khiến một thương hiệu trở nên rẻ rúng trong mắt người tiêu dùng.
Hãy xem nhiều công ty như Starbucks, Tiffany hoặc Whole Foods Market, họ đã dành nhiều năm trời để định vị thành công bằng chiến lược sản phẩm đẳng cấp bán với giá đẳng cấp. Để thích nghi với môi trường định giá mới, những công ty này đối diện với một nhiệm vụ khó khăn, đó là vừa phải điều chỉnh lại tuyên bố giá trị của mình vừa phải giữ vững vị thế này trong dài hạn. Thay vì hạ giá bán, nhiều công ty đã chuyển hướng tập trung vào làm marketing cho những sản phẩm giá cả phải chăng hơn trong tổ hợp sản phẩm của họ. Ví dụ, nếu như các hoạt động chiêu thị trước đây của Home Depot dồn hết cho các sản phẩm cao cấp và khái niệm đắt đỏ như gian bếp trong mơ, thì những quảng cáo gần đây của họ lại tập trung vào những món hàng như đất trồng trọt và dụng cụ cầm tay với khẩu hiệu: "Tiết kiệm nhiều hơn. Làm được nhiều hơn. Đó là sức mạnh của Home Depot" Các công ty khác thì giữ nguyên giá bán nhưng định nghĩa lại "giá trị" trong tuyên bố giá trị của họ. Lấy ví dụ như Unilever, Công ty này đã định vị lại suất ăn chế biến sẵn cao cấp Bertolli là một thương hiệu ăn-tại-nhà ít tốn kém hơn đi ra tiệm.
Tuy nhiên, ngay cả trong những giai đoạn kinh tế khó khăn, người tiêu dùng cũng không mua hàng mà chỉ nhìn vào giá cả. Họ sẽ cân bằng số tiền phải trả với giá trị nhận được. Ví dụ, theo một cuộc khảo sát gần đây, bất chấp việc những đôi giày Nike có giá không dưới 150 đô-la nhưng so với tất cả những thương hiệu trong phân khúc giày dép, thương hiệu này vẫn giành được sự trung thành cao nhất từ phía người tiêu dùng. Theo cảm nhận của khách hàng, giá trị của những sản phẩm do Nike sản xuất và kinh nghiệm lâu năm của công ty này rất xứng đáng với mức giá đó.
Bên cạnh nền kinh tế, khi định giá, các công ty phải cân nhắc vài yếu tố khác nữa từ môi trường bên ngoài. Họ phải biết mức giá của mình sẽ tác động như thế nào đến các bên khác trong môi trường hoạt động. Công ty nên chọn mức giá nào đem lại lợi nhuận hợp lý cho người bán lẻ, khuyến khích họ hỗ trợ mình và giúp họ bán sản phẩm của mình thật hiệu quả. Chính phủ cũng là một yếu tố bên ngoài rất quan trọng ảnh hưởng đến các quyết định về giá. Cuối cùng, có thể công ty cũng cần tính đến các vấn đề xã hội. Trong quá trình định giá, doanh số, thị phần và chỉ tiêu lợi nhuận trong ngắn hạn của công ty cần được điều chỉnh hài hòa.

### Định giá cho sản phẩm – dịch vụ

#### Trả bao nhiêu tùy thích
Trả giá theo mong muốn (Pay what you want) là một hệ thống định giá trong đó người mua trả bất kỳ số tiền mong muốn cho một sản phẩm nhất định hoặc không có gì cả. Trong một số trường hợp, mức tối thiểu được đặt ra, và/ hoặc mức giá đề xuất sẽ định hướng cho người mua. Người mua cũng có thể chọn một số tiền cao hơn giá tiêu chuẩn. Cho phép người mua tự do trả những gì họ muốn dường như không có ý nghĩa nhiều đối với người bán, nhưng trong một số tình huống có thể rất thành công. Chiến lược này thường được sử dụng ở những cuộc đấu giá, những sản phẩm mang giá trị không thể đo lường được (âm nhạc, hội họa,..), những sản phẩm kết hợp với hoạt động từ thiện,..

#### Định giá thâm nhập
Định giá thâm nhập thị trường (Penetration Pricing) là một chiến lược được sử dụng để thu hút khách hàng mua sản phẩm/ dịch vụ mới bằng cách đưa ra mức giá thấp hơn giá thị trường, đặc biệt đối với những sản phẩm khó tạo sự khác biệt như nước uống đóng chai. Mục tiêu của chiến lược giá này là lôi kéo khách hàng sử dụng sản phẩm mới, xây dựng thị phần, tạo dựng niềm tin và lòng trung thành của khách hàng.
Một ví dụ điển hình là IKEA vào năm 2002 khi gia nhập thị trường Trung Quốc nổi tiếng tiết kiệm và đạo nhái, họ đã giảm 30% một số mặt hàng, mức giá thấp nhất trên thế giới. Chiến lược này đã vô cùng hiệu quả, hiện nay, IKEA đã chiếm giữ đến 43% thị phần thị trường nội thất tại đây.
Điều kiện để thực hiện được chiến lược định giá thâm nhập là:
- Thị trường nhạy cảm về giá
- Chi phí sản xuất và phân phối trên đơn vị sản phẩm giảm khi quy mô tăng
- Mức giá thấp phải duy trì được vị thế của công ty.

#### Định giá Freemium
Định giá Freemium (Freemium Pricing) là một từ ghép của 2 từ "tự do" và "cao cấp", là một chiến lược định giá mà theo đó một sản phẩm hoặc dịch vụ được cung cấp miễn phí, nhưng tính năng bổ sung sẽ được tính phí như tiền (phí bảo hiểm), dịch vụ ảo (trực tuyến) hoặc hàng hóa vật lý (ngoại tuyến) hoặc nếu bạn muốn nâng cấp chức năng trên phiên bản miễn phí của phần mềm.
Mô hình này được sử dụng bởi ngành công nghiệp game điện tử, game trực tuyến, ví dụ như các hình thức nạp tiền để mua những trang phục cao cấp trong Liên Minh Huyền Thoại hoặc phiên bản Microsoft 365 cao cấp với các ứng dụng Microsoft Office cao cấp, dung lượng lưu trữ đám mây bổ sung, độ bảo mật nâng cao, cùng nhiều lợi ích khác.

#### Định giá cao cấp
Tiếng Anh còn gọi là Premium Pricing. Doanh nghiệp sẽ đặt mức giá cao hơn đối thủ cạnh tranh của họ. Cách định giá này thường áp dụng ở các mặt hàng high-involvement (người tiêu dùng phải cân nhắc nhiều trước khi mua) liên quan đến sức khỏe, sắc đẹp, phong cách cá nhân. Các hãng thời trang định vị cao cấp có thể thấy như: Gucci, Chanel, Louis Vuitton,..
Để khách hàng cảm thấy số tiền bỏ ra tương xứng với giá trị nhận được, doanh nghiệp cần những nỗ lực marketing, chú trọng chất lượng sản phẩm và dịch vụ khách hàng, thiết kế bao bì, tạo thêm giá trị gia tăng để xây dựng hình ảnh thương hiệu.

#### Định giá hớt váng
Theo chiến lược định giá hớt váng (Pricing Skimming), doanh nghiệp sẽ đặt mức giá cao nhất cho các đoạn thị trường sẵn sàng chấp nhận sản phẩm mới để thu được lợi nhuận. Khi mức tiêu thụ giảm xuống thì doanh nghiệp lại giảm giá để thu hút thêm khách hàng mới và ngăn chặn đối thủ cạnh tranh. Áp dụng cho các sản phẩm công nghệ cao, độc đáo, độc quyền,...
Chẳng hạn như Iphone 6s khi ra mắt có giá khoảng từ 25-30 triệu đồng cho phiên bản dung lượng 16GB, sau 3 ngày ra mắt, giá giảm còn khoảng 18 triệu đồng. Sau nhiều tháng, hiện tại khi thị trường đang chào đón iphone 7 thì mức giá của iphone 6s bản 16GB đã giảm xuống chỉ còn 13.5 triệu đồng.
Điều kiện để định giá hớt váng là:
- Mức cầu về sản phẩm mới cao
- Chất lượng và hình ảnh sản phẩm hỗ trợ cho mức giá cao
- Đối thủ khó tham gia vào thị trường và làm cho mức giá giảm đi

#### Định giá tiết kiệm
Chiến lược định giá tiết kiệm (hay Economy Pricing) là chiến lược mà các doanh nghiệp cung cấp sản phẩm cố định ở mức giá thấp. Thông thường, các doanh nghiệp sẽ hạn chế ngân sách truyền thông, quảng bá khi áp dụng chiến lược định giá này. Ví dụ các doanh nghiệp hàng không như Vietnam Airlines thường bán với giá rất thấp các khoang ghế hạng phổ thông vào mùa thấp điểm (như vào mùa đông, qua cao điểm mùa lễ tết) để tất cả các chỗ trống trong máy bay được lấp đầy.
Mục đích của việc định giá này là để doanh nghiệp thu hồi vốn trong những sản phẩm / dịch vụ vào mùa kinh doanh thấp điểm. Chúng ta thường thấy chiến lược này ở các ngành dịch vụ vận tải, kinh doanh hàng hóa theo mùa vụ (bánh trung thu, mứt kẹo tết,...).

#### Định giá theo gói
Với chiến lược định giá theo gói (Bundle Pricing), doanh nghiệp sẽ đưa giá sản phẩm thấp hơn khi khách hàng mua nhiều sản phẩm cùng một lúc. Đây là cách để doanh nghiệp tận thu giá trị doanh thu trên mỗi đầu khách hàng. Khi nhận thấy mua gói các sản phẩm sẽ rẻ hơn mua từng sản phẩm tách biệt, họ có xu hướng lựa chọn mua cả cụm cùng một lúc. Chính sách này có thể áp dụng cho các doanh nghiệp thuộc đa dạng mọi lĩnh vực, từ nhà hàng, công nghệ.
Tại Lotteria, bạn có thể mua gà rán, đồ uống và khoai tây riêng, với mức giá cho mỗi loại sản phẩm là tách biệt. Tuy nhiên, cửa hàng có cung cấp gói combo gồm tất cả các đồ ăn nói trên, với mức giá rẻ hơn nhiều so với việc mua từng thứ riêng lẻ.

#### Định giá theo tâm lý
Chiến lược định giá dựa theo tâm lý (Psychological Pricing) được coi là một hình thức "ảo thuật". Các Marketer dùng chiến lược này để đánh vào cảm xúc khách hàng hơn là mặt logic. Chẳng hạn khi mua một chiếc điện thoại di động ở Thế giới di động, bạn thường nhìn thấy mức giá chào bán sản phẩm thường rơi vào số lẻ, như 4999000 VNĐ cho một chiếc điện thoại, 99000 VNĐ cho một cái tai nghe hoặc 19999000 VNĐ cho một chiếc laptop,.. Giải thích cho chiến lược này, doanh nghiệp nói rằng tâm lý người tiêu dùng khi nghe mức giá 4999000 VNĐ cho một chiếc điện thoại sẽ cảm thấy nó không quá đắt bằng mức giá 5000000 VNĐ, minh chứng là nó thu hút nhiều khách hàng mua sản phẩm hơn, mặc dù sự khác biệt này rất nhỏ. Lý giải cho điều này khá đơn giản, khách hàng thường chú ý đến con số đầu tiên của giá rồi đi đến quyết định mua hàng.
Hàng không cũng là một trong những ngành hàng thường xuyên sử dụng định giá theo tâm lý, chẳng hạn như Vietjet Air không ngừng tung ra những đợt săn vé rẻ, thậm chí vé không đồng, dĩ nhiên mức giá này chưa tính thuế và các chi phí liên quan. Biết là vậy nhưng rất nhiều khách hàng vẫn không thể cưỡng lại sức hấp dẫn của cách thức này.
Một ví dụ khác là chiến lược định giá hiệu ứng chim mồi.  Bên trái là mẫu cơ bản nhất với giá 1.499 USD. Ở giữa là mẫu có một thêm một vài tính năng cũng như bộ xử lý nhanh hơn, với giá 1.799 USD (hơn 300 USD so với mẫu cơ bản). Và bên phải cùng là mẫu có đầy đủ chức năng với ổ cứng gấp đôi so với mẫu thứ hai với giá 1.999 USD (chỉ hơn 200 USD so với sự lựa chọn trung bình). Mẫu Macbook ở giữa với vai trò chim mồi vừa xóa mờ khoảng cách về giá giữa 2 mẫu rẻ nhất và đắt nhất, vừa thúc đẩy tâm lý "ngu sao không mua" của khách hàng, hướng họ đến mẫu máy có giá cao nhất. Theo một nghiên cứu gần đây, các mẫu iPhone với dung lượng lớn luôn là sản phẩm "cháy hàng" trước tiên, một minh chứng quá rõ về khả năng "chim mồi" thuần thục của Apple.

#### Định giá khuyến mãi
Để kích thích khách hàng mua sản phẩm, doanh nghiệp có thể sử dụng chiến lược Promotional Pricing nghĩa là dùng những chính sách khuyến mãi (như giảm giá, tặng voucher, coupon hoặc quà tặng) để định giá sản phẩm.
Khi mua điện thoại tại một cửa hàng di động, bạn có thể được mua hàng với giá giảm từ 7 triệu xuống còn 5 triệu đồng. Thực ra, có thể chiếc điện thoại bạn đang mua có thể đang lỗi mốt, hoặc nằm trong diện sản phẩm bán chậm của cửa hàng. Đây là một cách bán tháo sản phẩm để lấy chỗ cho sản phẩm đời mới hơn vào kho. Hoặc khi mua một chiếc ti vi đời mới, bạn được cửa hàng khuyến mại cho bộ quà tặng là chiếc kệ treo ti vi, hoặc một bộ bát sứ từ nhà cung cấp.

#### Định giá động
Định giá động (Dynamic Pricing), còn được gọi là định giá đột biến, định giá theo nhu cầu hoặc định giá theo thời gian là chiến lược định giá trong đó các doanh nghiệp đặt giá linh hoạt cho các sản phẩm hoặc dịch vụ dựa trên nhu cầu thị trường hiện tại. Các doanh nghiệp có thể thay đổi giá dựa trên các thuật toán giá cả, cung và cầu của thị trường và những động thái của đối thủ cạnh tranh,..
Giá động là thường được sử dụng trong một số ngành như khách sạn, du lịch, giải trí, bán lẻ, điện và giao thông công cộng. Điều này thường gặp ở những dịp lễ, Tết, các hãng xe, tàu lửa, máy bay sẽ đặt mức giá cao hơn thường lệ ở những thời điểm vàng mà lượng cầu tăng đột biến.

### Quyết định chiến lược định giá cho sản phẩm dịch vụ
Đưa ra một chiến lược giá phù hợp, có thể kết hợp nhiều chiến lược giá với nhau hoặc thay đổi theo từng giai đoạn. Đồng thời cần phải đánh giá xem:

#### Ma trận Boston

##### Dấu hỏi
SBU này của một doanh nghiệp có triển vọng tăng trưởng cao nhưng thị phần thấp, tiêu thụ rất nhiều tiền mặt nhưng mang lại ít lợi nhuận. Cuối cùng, câu hỏi đánh dấu, còn được gọi là vấn đề cần cân nhắc, đánh đổi. Bởi SBU này đang phát triển nhanh chóng, có tiềm năng biến thành các ngôi sao. Các công ty nên đầu tư vào SBU dấu hỏi nếu sản phẩm có tiềm năng tăng trưởng

##### Ngôi sao
Sản phẩm ở các thị trường tăng trưởng cao với thị phần cao. SBU (danh mục đầu tư) thị phần tốt nhất và tạo ra nhiều tiền mặt nhất được coi là ngôi sao. Thường thì các sản phẩm độc quyền hoặc sản phẩm lần đầu xuất hiện trên thị trường thường được coi là sao. Tuy nhiên, do tốc độ tăng trưởng cao, các ngôi sao tiêu thụ một lượng lớn tiền mặt. Các ngôi sao cuối cùng có thể trở thành con bò tiền mặt nếu họ duy trì thành công của họ cho đến khi tốc độ tăng trưởng thị trường giảm. Các công ty nên đầu tư vào các ngôi sao.

##### Bò sữa
Sản phẩm ở các thị trường tăng trưởng thấp với thị phần cao. Bò là SBU có thị phần cao và tạo ra nhiều lợi nhuận cho doanh nghiệp hơn so với mức tiền đầu tư vào nó. Đây là những SBU có thị phần cao nhưng triển vọng tăng trưởng thấp. Theo NetMBA, những sản phẩm được xếp vào ô bò cung cấp lợi nhuận cần thiết để biến SBU dấu hỏi thành người đứng đầu thị trường, bao gồm chi phí hành chính của công ty, nghiên cứu và phát triển quỹ, phục vụ nợ công ty và trả cổ tức cho cổ đông. Các công ty nên đầu tư vào SBU bò để duy trì mức năng suất hiện tại, hoặc để tăng lợi nhuận một cách thụ động.

##### Con chó
Chó được coi là SBU có thị phần thấp và tỷ lệ tăng trưởng thấp, thường xuyên hòa vốn, không kiếm tiền hay đòi hỏi quá nhiều đầu tư. SBU chó thường được coi là bẫy tiền mặt bởi vì các doanh nghiệp có tiền bị trói buộc trong chúng, mặc dù chúng mang lại một số lợi ích nhưng không bù lại gì. Các SBU này là những ứng cử viên chính cho việc loại bỏ.

#### Vòng đời sản phẩm

##### Giai đoạn 1: Giới thiệu sản phẩm
Sau khi hoàn thành việc nghiên cứu và phát triển, đã đến lúc doanh nghiệp tung sản phẩm ra thị trường.
- Chi phí đầu tư: Doanh nghiệp vẫn phải bỏ ra nhiều chi phí cho hoạt động Marketing và quảng bá thương hiệu.
- Giá thành sản phẩm: Vì phải tốn nhiều tiền bạc cho hoạt động R&D (nghiên cứu và phát triển sản phẩm), giá thành của sản phẩm lúc này là rất cao.
- Doanh thu: Sản phẩm bắt đầu có doanh thu, nhưng số tiền thu về chưa đủ bù chi phí bỏ ra ban đầu.
- Về cơ bản, doanh nghiệp phải chịu lỗ trong giai đoạn này.

##### Giai đoạn 2: Giai đoạn phát triển
Sau giai đoạn ban đầu, khách hàng bắt đầu biết đến sản phẩm. Lượng doanh thu vì thế bắt đầu tăng trưởng mạnh mẽ.
- Chi phí đầu tư: Doanh nghiệp tiếp tục đầu tư mạnh vào sản phẩm, dù chi phí đầu tư đã giảm so với giai đoạn 1.
- Giá thành sản phẩm: Nhờ và việc sản xuất sản phẩm hàng loạt, giá thành sản phẩm đã giảm đáng kể so với giai đoạn mới tung ra thị trường.
- Doanh thu: Doanh thu của sản phẩm tăng vọt. Doanh nghiệp bắt đầu hòa vốn và thu về những đồng lợi nhuận đầu tiên.
- Đối thủ cạnh tranh: Các đối thủ cạnh tranh dần xuất hiện.
- Trong giai đoạn này, sản phẩm đem lại cho doanh nghiệp lượng doanh thu lớn. Vì vậy, công ty bắt đầu hòa vốn và thu lợi nhuận từ chính sản phẩm.

##### Giai đoạn 3: Giai đoạn trưởng thành
Sản phẩm đã trải qua giai đoạn phát triển nóng nhất. Giờ nó đã tạo dựng chỗ đứng vững chắc trong lòng khách hàng.
- Chi phí đầu tư: Chi phí doanh nghiệp bỏ ra trong giai đoạn này là thấp nhất.
- Giá thành sản phẩm: Sản phẩm có giá thành tương đối ổn định, ở mức tương đương với giai đoạn trước.
- Doanh thu: Trong giai đoạn này, doanh thu của sản phẩm đạt ở mức đỉnh điểm. Tuy nhiên, mức độ tăng trưởng doanh thu lại giảm so với giai đoạn trước.
- Đối thủ cạnh tranh: Đối thủ cạnh tranh của sản phẩm bắt đầu tăng dần. Doanh nghiệp đã nghĩ đến phương án khác biệt hóa thương hiệu, đa dạng hóa tính năng để nâng cao vị thế cạnh tranh.
- Tổng thể, đây là giai đoạn ổn định nhất của sản phẩm. Tăng trưởng dù không quá tăng trưởng vượt bậc, nhưng vẫn đem lại cho doanh nghiệp khoản doanh thu lớn từ sản phẩm. Nhưng sự cạnh tranh ngày một gay gắt, doanh nghiệp cần có phương án phòng thủ nhất định.

##### Giai đoạn 4: Giai đoạn thoái trào
Đây là giai đoạn cuối của sản phẩm
- Chi phí đầu tư: Để duy trì sức nóng, doanh nghiệp buộc phải đầu tư chi phí lớn để níu kéo người tiêu dùng tiếp tục sử dụng sản phẩm.
- Giá thành sản phẩm: Doanh nghiệp buộc phải hạ giá sản phẩm để kích thích nhu cầu mua sắm của người tiêu dùng.
- Doanh thu: Doanh thu sản phẩm giảm xuống rõ rệt so với các giai đoạn trước đó.
- Đối thủ cạnh tranh: Số lượng đối thủ đạt ở mức cao nhất. Thị trường đạt đến mức bão hòa.
- Ở giai đoạn này, nếu doanh nghiệp không có chiến lược sáng suốt nhằm vực dậy sản phẩm, một là sản phẩm sẽ chết, hai là sản phẩm sẽ sống vật vờ chờ đợi một tương lai không rõ ràng ở phía trước.[7]